# Chef de l'opposition (Bangladesh)
Pour les articles homonymes, voir Chef de l'opposition.
Le chef de l'opposition (en bengali : বিরোধীদলীয় নেতা) est le parlementaire qui dirige l'opposition officielle au Bangladesh. Il est le chef du principal parti politique ne faisant pas partie du gouvernement, ce qui correspond habituellement au deuxième parti le plus représenté à la Jatiya Sangsad, le parlement du Bangladesh.

## Liste des chefs de l'opposition
| Titulaire                                                                | Parti politique | Parti politique                  | Début            | Fin             |
| ------------------------------------------------------------------------ | --------------- | -------------------------------- | ---------------- | --------------- |
| Asaduzzaman Khan (en)                                                    |                 | Ligue Awami                      | 18 février 1979  | 24 mars 1982    |
| Sheikh Hasina                                                            |                 | Ligue Awami                      | 7 mai 1986       | 3 mars 1988     |
| Abdur Rab                                                                |                 | Jatiya Samajtantrik Dal          | 3 mars 1988      | 27 février 1991 |
| Sheikh Hasina                                                            |                 | Ligue Awami                      | 27 février 1991  | 15 février 1996 |
| Vacance du poste de chef de l'opposition (15 février – 12 juin 1996)     |                 |                                  |                  |                 |
| Khaleda Zia                                                              |                 | Parti nationaliste du Bangladesh | 12 juin 1996     | 15 juillet 2001 |
| Sheikh Hasina                                                            |                 | Ligue Awami                      | 1er octobre 2001 | 29 octobre 2006 |
| Khaleda Zia                                                              |                 | Parti nationaliste du Bangladesh | 29 décembre 2008 | 9 janvier 2014  |
| Rowshan Ershad                                                           |                 | Jatiya Party                     | 9 janvier 2014   | 3 janvier 2019  |
| Hossain Mohammad Ershad                                                  |                 | Jatiya Party                     | 3 janvier 2019   | 14 juillet 2019 |
| Vacance du poste de chef de l'opposition (14 juillet – 9 septembre 2019) |                 |                                  |                  |                 |
| Rowshan Ershad                                                           |                 | Jatiya Party                     | 9 septembre 2019 | 10 janvier 2024 |
| GM Quader                                                                |                 | Jatiya Party                     | 30 janvier 2024  | 6 août 2024     |
| Vacance du poste de chef de l'opposition (depuis le 6 août 2024)         |                 |                                  |                  |                 |